# 朱之臣 (萬曆甲辰進士)
朱之臣，字无易，號菊水，四川成都府儀卫司官籍（成都）人，明朝政治人物。

## 生平
万历三十二年（1604年）进士。初授大理寺右评事，擢户部主事，升员外郎、郎中，三十九年升任德安府知府，四十四年升湖广副使，历任山西井陉参政、贵州参政、江西按察使，有清廉之声。擢南京鸿胪寺卿，与史可法合檄勤王。安宗即位，官太常寺卿，升刑部右侍郎。